# Hotspot (Pet-Shop-Boys-Album)
Hotspot ist das vierzehnte Studioalbum des britischen Pop-Duos Pet Shop Boys. Es ist am 24. Januar 2020 erschienen und ist das dritte Album von Neil Tennant und Chris Lowe, das auf ihrem eigenen Label „x2“ herausgegeben wurde. Produziert wurde es, wie die beiden Vorgängeralbum Super und Electric, von Stuart Price.

## Geschichte
Das Album wurde in den Hansa Studios Berlin aufgenommen. Am 11. September 2019 erschien als erste Veröffentlichung des Albums die Single Dreamland. Die zweite Single Burning the Heather wurde am 14. November 2019 veröffentlicht. Die dritte Auskopplung des Albums ist Monkey Business.

## Rezeption
Das Album hält einen Metascore von 78 auf Metacritic (Stand: 25. Januar 2020).
Im Deutschlandfunk Kultur sagt Marcel Anders:

„Die zehn Stücke bieten die typische „Pet Shop Boys“-Mischung aus Synthiepop, Disco und Bombast. Betont vielseitig, mit einem ausgesprochen druckvollen, dynamischen Sound und einem starken 80s-Vibe. Ein überzeugendes Album zum Chillen und Feiern für alle, die der realen Welt einfach mal für die Dauer einer Dreiviertelstunde entfliehen wollen.“

Stefan Hochgesand von der taz schreibt: 

„da steckt natürlich politische Musik drin, mit einem Pop-Vocal-House-Sound, der diesmal etwas verwaschener klingt als das puristisch Saubere, das die Pet Shop Boys auf vielen Alben zelebriert haben.“

## Titelliste
1. Will-o-the-wisp
2. You are the one
3. Happy people
4. Dreamland (featuring Years & Years)
5. Hoping for a miracle
6. I don’t wanna
7. Monkey business
8. Only the dark
9. Burning the heather
10. Wedding in Berlin

## Charts und Chartplatzierungen
| ChartsChartplatzierungen | Höchstplatzierung | Wochen |
| ------------------------ | ----------------- | ------ |
| Deutschland (GfK)        | 3 (5 Wo.)         | 5      |